# Über die Geburt Jesu
Über die Geburt Jesu ist ein erstmals im Jahr 1643 gedrucktes Sonett von Andreas Gryphius. Der US-amerikanische Germanist Blake Lee Spahr hat geurteilt, es sei vielleicht Gryphius’ größtes religiöses Sonett, sowohl in seiner Form wie in seiner komplexen Bildlichkeit, Jörg Baur, es gehöre „in die erste Reihe der Gedichte in unserer Sprache“.

## Entstehung und Überlieferung
1637 erschien im polnischen Lissa Gryphius’ erster Sonettband, die 31 Lissaer Sonette, spätestens entstanden während seiner Schulzeit auf dem Akademischen Gymnasium Danzig. 1636 verließ Gryphius Danzig, verbrachte etwa eineinhalb Jahre als Hauslehrer auf dem Gut des Juristen und Schriftstellers Georg Schönborner in der Nähe von Freystadt und begleitete nach dessen Tod 1637 zwei der Söhne auf die Universität Leiden. Bei Schönborner und in Leiden ordnete er 29 der 31 Lissaer Sonette um, überarbeitete sie stark, fügte 21 neue hinzu, darunter „Über die Geburt Jesu“, und ließ die Sammlung von 50 Sonetten 1643 in Leiden unter dem Titel „ANDREAE  GRYPHII SONNETE. Das erste Buch.“ drucken. Zu seinen Lebzeiten erschienen 1650, 1657 und 1663 weitere, wenig veränderte Auflagen. Neu gedruckt wurde die 1643er Auflage 1963 in einer von Marian Szyrocki und Hugh Powell verantworteten Gesamtausgabe der deutschsprachigen Werke. Daraus stammt der folgende Text.

## Text
Vber die Geburt Jesu.

NAcht mehr den lichte nacht! nacht lichter als der tag /

Nacht heller als die Sonn’ / in der das Licht gebohren /

Das Gott / der licht / in licht wohnhafftig / ihmb erkohren:

O nacht / die alle nächt’ vnd tage trotzen mag.

O frewdenreiche nacht / in welcher ach vnd klag /

Vnd fünsternüß vnd was sich auff die welt verschworen

Vnd furcht vnd hellen angst vnd schrecken ward verlohren.

Der himmel bricht! doch felt nuh mehr kein donnerschlag.

Der zeitt vnd nächte schuff ist diese nacht ankommen!

Vnd hatt das recht der zeitt / vnd fleisch an sich genommen!

Vnd unser fleisch vnd zeitt der ewikeitt vermacht.

Der jammer trübe nacht die schwartze nacht der sünden

Des grabes dunckelheit / mus durch die nacht verschwinden.

Nacht lichter als der tag; nacht mehr den lichte nacht!

## Interpretation

### Form
Das Gedicht ist in dem 1624 von Martin Opitz in seinem Buch von der Deutschen Poeterey für Sonette empfohlenen Versmaß des Alexandriners verfasst mit dem ebenfalls von Opitz empfohlenen Reimschema „abba abba“ für die Quartette und „ccd eed“ für die Terzette. Die Verse mit den „a“- und „d“-Reimen sind zwölfsilbig, daher entsprechend der Ausgabe von Szyrocki eingerückt, die Reime männlich, die Verse mit den „b“-, „c“- und „e“-Reimen sind dreizehnsilbig, die Reime weiblich. Gryphius hat diese scheinbar starre Form durch wechselnde Einschnitte und wechselnde Akzente  abwechslungsreich gestaltet. Sind zum Beispiel in der ersten Strophe Vers 1 und Vers 3 durch die Zäsur nach der sechsten Silbe scharf gegliedert, so liegen die durch die barocken Virgeln sichtbar gemachten Einschnitte in den Versen 3 und 4 nach der zweiten Silbe, und die Zäsur wird überdeckt: „Eine bewegte und zugleich eine geformte und strenge Sprache.“

### Metapher und Paradoxon
Jedem Leser aus Gryphius’ wie der heutigen Zeit fällt auf, dass das Gedicht alle erzählerischen und episodischen Elemente des  Ereignisses ausspart, die biblischen – Bethlehem, die Windeln, die Krippe (Lk 2,1–7 ), die Verkündigung an die Hirten (Lk 2,8–20 ) – ebenso wie die späteren Ausschmückungen Ochse, Esel und „holder Knabe im lockigen Haar“. Dabei hat Gryphius auch die erzählerische Seite als Sonett zu gestalten gewusst, etwa – im Nachlass überliefert –
Uber die Geburt Christi 1657.

KInd dreymalh süsses Kind / in was bedrängten Nöthen

Bricht dein Geburts=Tag ein! Der Engel Schaaren Macht

Bejauchtzet deine Kripp’ und singt bey stiller Nacht /

Die Hirten preisen dich mit hellgestimmten Flöten.
Bei Wegfall alles Menschlich-Legendären wird das 1643 gedruckte Sonett vollständig beherrscht von dem Gegensatz zwischen Licht und Nacht und dessen heilsgeschichtlicher Deutung als das Licht Christus und das Dunkel der sündigen, unerlösten Welt. In vielen Bibelstellen ist diese Metapher vorgebildet, so bei Johannes: „Und das Licht leuchtet in der Finsternis und die Finsternis hat es nicht erfasst.“ (Joh 1,5 ) „Denn mit dem Gericht verhält es sich so: Das Licht kam in die Welt, und die Menschen liebten die Finsternis mehr als das Licht; denn ihre Taten waren böse.  Jeder, der Böses tut, hasst das Licht und kommt nicht zum Licht, damit seine Taten nicht aufgedeckt werden.“ (Joh 3,19 ). Mit dieser sinnbildlichen Verwendung entsteht aber das Paradoxon, dass die Nacht auch die Tageszeit war, in der Jesus geboren wurde. „Dadurch ergibt sich die Möglichkeit, im Gedicht „Nacht“ (= unerlöste Welt) gegen „Nacht“ (= Ankunft des Erlösers) zu setzen, und diese Möglichkeit wird nun formal virtuos durchgespielt.“ „Vierzehn Verse lang  wird, in immer neuer, immer kühnerer Variation des Grundaxioms ‚Nacht lichter als der Tag‘, ein Kampf zwischen der Nacht und den Nächten, der Sonnen-Nacht und der Finsternis, der Tag-Nacht und der Dunkelheit des Grabes, des Jammers und der Sünde inszeniert – inszeniert als versifiziertes Schau- und Demonstrationsstück, das auf der Gedankenebene spielt.“ Wortspiel und Tiefsinn schließen sich im Barock nicht aus.

### Die vier Strophen
Die „NAcht“, die das Gedicht preisend aufruft, ist physisch-zeitlich die Nacht der Geburt Jesu, heilsgeschichtlich aber das Dunkel der sündigen, unerlösten Welt. Der Zusatz des Adjektivs „licht“, „lichte Nacht“, noch übersteigert durch die Komparative „lichter“, „heller“ und „mehr denn“, bringt die Doppeldeutigkeit auf die knappste Fassung.  Das Wortspiel „lichte Nacht“ meint das „Wunder aller Wunder“, dass die finstere Nacht der Not und Angst „in der lichten Nacht der Geburt Jesu entmachtet“ wird. Jesus ist das Licht, „Das Gott / der licht / in licht wohnhafftig / ihmb erkohren“. „Ihm“ konnte im 17. Jahrhundert noch reflexiv gebraucht werden – „sich erkoren“. „Gott, seinem Wesen nach Licht, und in Licht wohnend, hat Licht, also ein Stück von sich, auf der Welt geboren werden lassen in dieser Nacht.“ Die Nacht der Geburt Jesu, sagt die vierte Zeile, übertrifft an Bedeutung alle anderen Tage und Nächte der Weltgeschichte.
In der zweiten Strophe wird die Nacht des Bösen mit der rhythmisch vorwärts drängenden Aufzählung „ach vnd klag / Vnd fünsternüß vnd was sich auff die welt verschworen / Vnd furcht vnd hellen angst vnd schrecken“ gekennzeichnet – „Ach und Klag und Finsternis und was auf die Welt schwört, nur irdisch denkt, und Furcht und Höllenangst und Schrecken“. Aber die bedrohliche Aufzählung wird umklammert von der Anrufung „O frewdenreiche nacht“ und dem dichterischen Bild „Der himmel bricht! doch felt nuh mehr kein donnerschlag“ – der Heiland kommt als Licht vom Himmel, als Blitz, dem kein Donner folgt. „Im Blitzschein seiner Ankunft steht die Welt plötzlich im Licht der Erlösung. Der Himmel bricht lautlos, ohne Donnerschlag, und zeigt eine Erde ohne Leid, durchflutet von Licht.“
Das erste Terzett formuliert präzise die Glaubenslehre der Wesensgleichheit von Gottvater und Gottsohn. „Der zeitt vnd nächte schuff“, nämlich Gottvater, „ist diese nacht ankommen“, nämlich Gottsohn: in einem einzigen Vers wird „die mystische Identität sprachlich symbolisiert“. Gott hat das Gesetz der Zeitlichkeit, hat dem Schmerz und dem Tod unterworfenes Fleisch auf sich genommen und dafür „unser fleisch vnd zeitt der ewikeitt vermacht“, uns die Verklärung im himmlischen Jerusalem erworben. Dem Wortspiel „Fleisch und Zeit“ gegen „Zeit und Fleisch“, „annehmen“ gegen „vermachen“ gibt Erich Trunz in seiner Deutung den Tiefsinn: „Gott nicht mehr Gott, unterworfen irdischer Bedingtheit; der Mensch nicht mehr Mensch, erhoben in die Freiheit der Ewigkeit. Eben darin liegt das religiöse Ereignis. Die Formulierung drückt es gerade durch ihre Pointierung und Antithetik aus: das Rätselhafte, das über irdisches Gesetz Hinausgehende, die Verschmelzung der Sphären.“
Das zweite Terzett ordnet der Nacht Jammer, Sünde und Tod zu. Jedoch folgt sogleich deren Negierung durch die Nacht der Geburt Jesu. „Sünden“ – „verschwinden“ lautet der triumphierende Reim. Der letzte Vers wiederholt den ersten mit einer Umstellung der Halbverse. „So steht am Schluß wieder der preisende, erstaunte, überwältige Anruf mit der contradictio in adiecto, die ein Zeichen dafür ist, daß auf etwas gezielt wird, was im Bereich des Menschen unmöglich ist.“

### Das Ganze
Trunz schreibt, das Gedicht sei feierlich-preisendes Aussprechen des heilsgeschichtlichen Geschehens. Hinter den bildhaften Wörtern und rhetorischen Wendungen stehe ein dogmatisch genauer Inhalt. Diesem „hohen“ Inhalt entspreche eine „hohe“ Form. Die „ordo“ der Kunstform symbolisiere die „ordo“ der Welt. Mauser ergänzt, der stilistische und formale Aufwand diene nicht weniger der Vermittlung der Wahrheit als das durchgeführte Argument. Was sich in eine „sinnreiche“ Fassung füge, sei für den barocken Menschen wahr gewesen. Die Ordnung der Form habe für ihn der Ordnung der Dinge entsprochen.
„Wenn irgendwo,“ so Walter Jens, „dann hat Gryphius mit seinem anno 1643 publizierten Gedicht über die Geburt Jesu eine Grenze erreicht, in der Bild (Sonne, Donnerschlag, berstender Himmel, Grabesdunkelheit) und Gedanke sich miteinander verschwistern und eine Abstraktionskraft, die vor keinem Wagnis zurückschreckt (fünfzehnmal ‚Nacht‘ in vierzehn Versen!), etwas zuwege bringt, was bis heute kaum wieder einem Schriftsteller gelungen ist.“
Baur bezeichnet das Gedicht als einen Höhepunkt produktiver individueller Aneignung lutherischer Christologie. Die ewige Gottheit des Sohnes, sein Eingang in die Menschheit, der „wunderbare Wechsel“ in der communicatio idiomatum verdichte sich im ersten Terzett zu einer klassischen Aussage.
Der heilsgeschichtliche Aspekt ist jedoch nach Mauser nicht die einzige Bedeutungskomponente. Das reale Ereignis, Geburt Christi, werde ausgedeutet in Anlehnung an die Lehre vom vierfachen Wortsinn. Zu der heilsgeschichtlich-allegorischen Überhöhung trete eine auf das Leben des einzelnen Menschen gerichtete Aussage: Die Nacht von Jesu Geburt sei für ihn eine „frewdenreiche nacht“, die ihm den Weg zum Heil öffne. Schließlich werde eine eschatologische Dimension sichtbar: „Der zeitt vnd nächte schuff“ hat „unser fleisch vnd zeitt der ewikeitt vermacht“. Der letzte Vers fasse das ganze Spektrum vor Deutungsmöglichkeiten zusammen und gebe zu erkennen, dass sie alle in der Nacht-Licht-Metaphorik enthalten sind. „Es gibt nur wenige Gedichte im 17. Jahrhundert, in denen Sinn und Form in so enger funktionaler Wechselbeziehung stehen wie in diesem.“